# 奥田柳蔵

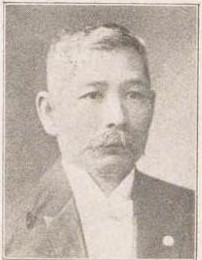
奥田柳蔵

奥田 柳蔵（柳藏、おくだ りゅうぞう、1868年12月15日（明治元年11月2日）- 1942年（昭和17年）2月10日）は、明治から昭和前期の大地主、農業経営者、林業家、実業家、政治家。衆議院議員、14代奥田家当主。

## 経歴
因幡国高草郡猪子村（鳥取県高草郡大和村、気高郡大和村字猪子を経て現鳥取市猪子）で、大地主、大庄屋・奥田長十郎の長男として生まれ、1884年（明治17年）1月、家督を相続した。漢籍を修めた
国民協会に加わり、その解散後、同志と政治結社・因幡同志会を結成した。1895年（明治28年）大和村会議員となる。気高郡会議員も務め、1899年（明治32年）鳥取県会議員に選出され1期在任した。1908年（明治41年）5月の第10回衆議院議員総選挙で鳥取県郡部から出馬して初当選。以後、1917年（大正6年）4月の第12回総選挙まで再選され、衆議院議員に連続4期在任した。この間、因美線の敷設、河原―賀露間の道路改修、鳥取高等農業学校の誘致などに尽力した。日本赤十字社鳥取商議員も務めた。
実業界では、因伯米輸出同業組合議長、鳥取新報社（現新日本海新聞社）取締役、鳥取農工銀行取締役、大正鳥取銀行頭取、鳥取貯蓄銀行頭取、気高米麦倉庫取締役などを務めた。
また、地元の植林事業に私財を投じて尽力。自宅の隣村岩坪村が村債の返済に苦しんでいたため、村有の山地を買収し松、檜の植林を実施してその返済を援助した。

## 国政選挙歴
- 第10回衆議院議員総選挙（鳥取県郡部、1908年5月、大同倶楽部）当選[10]
- 第11回衆議院議員総選挙（鳥取県郡部、1912年5月、中央倶楽部）当選[10]
- 第12回衆議院議員総選挙（鳥取県郡部、1915年3月、立憲同志会）当選[10]
- 第13回衆議院議員総選挙（鳥取県郡部、1917年4月、憲政会）当選[11]